# 富士物流
富士物流株式会社（ふじぶつりゅう、英: Fuji Logistics Co., Ltd.）は、物流会社で三菱倉庫の連結子会社。
元々は富士電機グループの物流会社として設立されたものであり、古河グループに属していた。富士電機グループ時代の終盤は豊田自動織機が第2位株主だった。
これらの流れから、電機メーカー系物流会社としての精密機器輸送に強い面をベースとしてトヨタ式カイゼンを元にした独自の改善手法「FKS」、そして今の親会社の三菱倉庫のネットワークをミックスしていることを他社に真似できない特色と自負している

## 主力製品・事業
- 国内物流
- 国際物流

## 主要事業所
- 本社 - 東京都港区三田3-10-1

## 沿革
- 1975年 - 富士電機グループの物流部門を分離集約して、貨物自動車運送業、荷造包装業及び倉庫業を目的として設立
- 2004年 - 富士電機ホールディングス及び豊田自動織機との資本提携・業務提携契約を締結（富士電機ホールディングスの連結子会社から、両社の持分法適用関連会社となる）マスコットキャラクター「フジパックン」2008年に「ロージー」制定。
- 2010年 - 富士電機グループ離脱、三菱倉庫の連結子会社となり、上場廃止（12月25日）。富士電機・豊田自動織機との資本業務提携解消（ただし、富士電機との取引関係は当面維持）。
- 2018年 - 子会社の富士物流サポート株式会社が同じく子会社の富士物流オペレーションズを吸収合併[3]。

## 関連会社

### 日本国内グループ企業
- 東京重機運輸株式会社
- 富士物流サポート株式会社
- 富士物流オペレーションズ株式会社 - 2018年4月1日、富士物流サポートに吸収合併。
- エスアイアイ・ロジスティクス株式会社
- TFロジスティクス株式会社 - 豊田自動織機との合弁会社（49%所有の持分法適用関連会社）。豊田との提携関係解消に付き、2011年2月に会社解散。 (PDF) 。

### 日本国外グループ企業
- 富士国際貨運（中国）社
- 富士物流（大連保税区）社
- 富士物流（上海）社
- 富士物流（香港）社
- 富士物流マレーシア社
- 富士物流ヨーロッパ社